# ベルガーデンズ (カリフォルニア州)
ベルガーデンズ（Bell Gardens）は、アメリカ合衆国カリフォルニア州のロサンゼルス郡にある都市。人口は3万9501人（2020年）。ダウンタウン・ロサンゼルスの南東15キロメートルに位置している。

## 歴史
1930年頃までは純粋な農業地域だった。ロサンゼルス川とサンガブリエル川の間にあり、土壌が肥沃で水の確保が容易なことから野菜の栽培が盛んだった。日系移民の中には農地を借りて米の栽培を試みる者もいた。
第二次世界大戦後はロサンゼルスの郊外化が進み、農地は住宅地に転換された。1961年に法人化し「ベルガーデンズ市」が誕生した。市名は「ベジタブルガーデン」が広がる土地を記憶するために選ばれた。
今日のベルガーデンズはラテンアメリカ文化の色濃い町に変貌している。2020年アメリカ合衆国国勢調査によれば、市の人口の96パーセントはヒスパニックである。低所得の移民が多いが治安は悪くない。

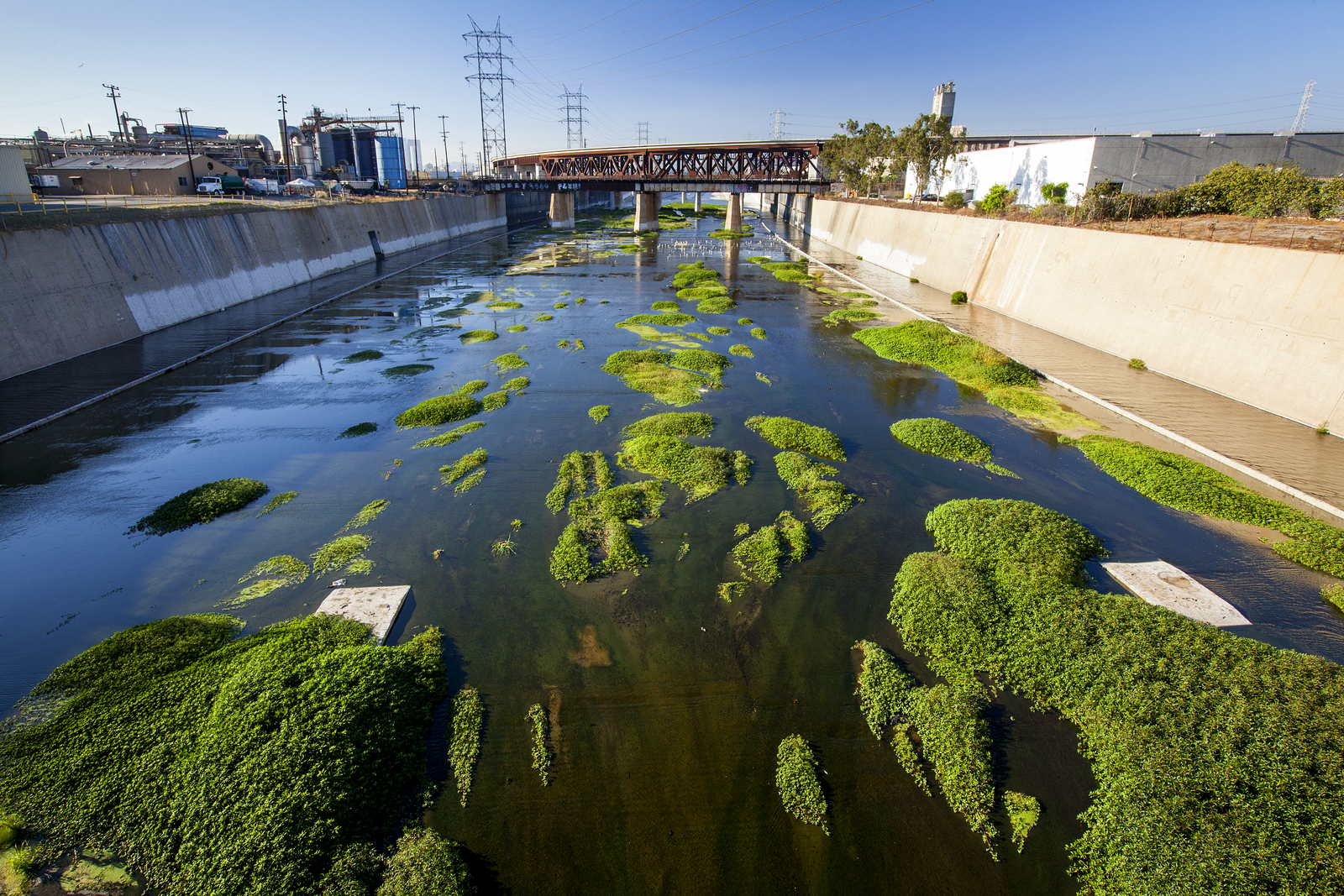
ロサンゼルス川